# Philippine Leroy-Beaulieu
Philippine Leroy-Beaulieu (Boulogne-Billancourt, 25 aprile 1963) è un'attrice francese.

## Biografia
Figlia dell'attore Philippe Leroy e della modella Françoise Laurent, Philippine Leroy-Beaulieu nasce a Boulogne-Billancourt il 25 aprile 1963, trascorrendo poi l'infanzia in Italia. Nel 1979 inizia a studiare recitazione a Parigi. Nel 1982, a diciannove anni, decide di seguire le orme del padre, recitando in film e sceneggiati televisivi. La fama arriva nel 1985 interpretando Sylvia in Tre uomini e una culla. In seguito interpreta anche il personaggio di Marie in 8 zampe di guai e quello di Mathilde Normandin in Due fratelli. Dal 2020 interpreta il ruolo di Sylvie Grateau nella serie tv Netflix Emily In Paris.

## Vita privata
Sposata con il regista francese Richard Bean, con cui ha una figlia di nome Taïs, parla fluentemente francese, inglese, italiano, spagnolo e portoghese.

## Filmografia parziale

### Attrice

#### Cinema
- 1960, terza liceo... e fu tempo di rock and roll (Surprise Party), regia di Roger Vadim (1983)
- Tre uomini e una culla (3 hommes et un couffin), regia di Coline Serreau (1985)
- Dostoevskij - I demoni (Les Possédés), regia di Andrzej Wajda (1988)
- Un'anima divisa in due, regia di Silvio Soldini (1993)
- Un eroe borghese, regia di Michele Placido (1995)
- Jefferson in Paris, regia di James Ivory (1995)
- Il pianeta verde (La Belle verte), regia di Coline Serreau (1996)
- 8 zampe di guai (Hercule & Sherlock), regia di Jeannot Szwarc (1996)
- Vatel, regia di Roland Joffé (2000)
- Due fratelli (Deux Frères), regia di Jean-Jacques Annaud (2004)
- Amore e altri disastri (Love and Other Disasters), regia di Alek Keshishian (2006)
- Les trois frères, le retour, regia di Didier Bourdon, Bernard Campan e Pascal Légitimus (2014)
- Graziella, regia di Mehdi Charef (2015)
- Éternité, regia di Trần Anh Hùng (2016)
- Père fils thérapie!, regia di Émile Gaudreault (2016)
- Lola et ses frères, regia di Jean-Paul Rouve (2018)
- De Gaulle, regia di Gabriel Le Bomin (2020)
- Papi sitter, regia di Philippe Guillard (2020)

#### Televisione
- La figlia di Mistral (Mistral's Daughter), regia di Douglas Hickox – miniserie TV (1984)
- La rivoluzione francese (La Révolution française), regia di Robert Enrico, Richard T. Heffron – miniserie TV (1989)
- Camping paradis – serie TV, episodio 5x03 (2013)
- Rosemary's Baby – miniserie TV, episodio 2 (2014)
- Chiami il mio agente! (Dix pour cent) – serie TV, 16 episodi (2015–2018)
- Agathe Koltès – serie TV, 10 episodi (2016–2017)
- Scènes de ménages – serie TV, 1 episodio (2017)
- Mirage – serie TV, 5 episodi (2020)
- Emily in Paris – serie TV, 30 episodi (2020-in corso)
- The Crown – serie TV, 1 episodio (2022)

## Riconoscimenti
- Premio César
  - 1986 – Migliore promessa femminile per Tre uomini e una culla

## Doppiatrici italiane
Nelle versioni in italiano delle opere in cui ha recitato, Philippine Leroy-Beaulieu è stata doppiata da:
- Roberta Greganti in Due fratelli, Chiami il mio agente!, Mirage
- Stefania Patruno in Emily in Paris, The Crown
- Caterina Sylos Labini in Tre uomini e una culla